# Super Paper Mario
Super Paper Mario é um RPG eletrônico de ação lançado em 2007, desenvolvido pela Intelligent Systems e publicado pela Nintendo para o Wii. É o terceiro jogo da franquia Paper Mario seguido de Paper Mario: The Thousand-Year Door, e o primeiro jogo do Mario para Wii. O jogo segue Mario, Princesa Peach, Bowser e Luigi em sua tentativa de obter Pure Hearts e impedir Count Bleck e os seus capangas de destruir o universo.
Enquanto os jogos anteriores de Paper Mario são baseado em turnos, Super Paper Mario tem elementos de RPGs e jogos de plataforma de rolagem lateral; alguns críticos o descreveram como um híbrido dos dois gêneros. A principal característica é a capacidade do Mario de alternar entre as perspectivas 2D e 3D. A maior parte do jogo é jogada em uma perspectiva 2D, com a perspectiva 3D sendo usada para resolver quebra-cabeças e acessar áreas anteriormente inacessíveis. Peach, Bowser e Luigi também têm habilidades exclusivas, e habilidades adicionais podem ser obtidas com a aquisição de personagens parceiros conhecidos como Pixls.
Super Paper Mario recebeu críticas geralmente positivas e foi um dos jogos para Wii mais bem avaliados do ano. Os críticos elogiaram a jogabilidade, a mecânica de mudar de dimensões, o estilo artístico, a originalidade e a história, embora a grande quantidade de texto tenha sido alvo de algumas críticas. Ele foi indicado e ganhou vários prêmios, inclusive o prêmio de Excelente RPG no 12.º Prêmios Satellite; desde então, os críticos o consideram um dos melhores jogos para Wii. Mais de 4,23 milhões de cópias foram vendidas em 2014, tornando-o o jogo mais vendido da franquia Paper Mario e um dos jogos mais vendidos para Wii. Paper Mario: Sticker Star foi lançado em 2012. Em 2016, Super Paper Mario foi relançado na eShop do Wii U.

## Jogabilidade
Super Paper Mario é um jogo de plataforma com elementos de RPG de ação, diferenciando-se dos jogos anteriores da franquia. Como seus antecessores, os gráficos consistem em ambientes 3D e personagens 2D que parecem feitos de papel. O jogador controla Mario e vários outros personagens, superando plataformas lineares como em outros jogos de Mario. O objetivo do jogador é coletar os oito Pure Hearts e derrotar o principal antagonista, Count Bleck. O jogador pode conversar com personagens não jogáveis (NPC), derrotar inimigos ou interagir com o ambiente. diferente dos jogos de Paper Mario anteriores, que usavam um sistema de batalha baseado em turnos, em Super Paper Mario todo o combate é em tempo real. Os pontos de experiência são obtidos após derrotar os inimigos e permitem que o jogador suba de nível para aumentar suas estatísticas. O Mario pode temporariamente "alternar" entre as dimensões, em que a câmera gira 90 graus para revelar uma perspectiva 3D do cenário, revelando elementos ocultos na perspectiva 2D usual, e pode ser usada para contornar obstáculos intransponíveis em 2D.
Luigi, Princesa Peach e Bowser se juntam ao grupo do jogador como personagens jogáveis, cada um com habilidades exclusivas usadas para superar obstáculos específicos. Luigi pode saltar mais alto, Peach pode pairar e acessar áreas inacessíveis e Bowser pode cuspir fogo para derrotar inimigos; apenas Mario mantém a habilidade de alternar entre 2D e 3D. O jogador pode alternar entre qualquer personagem do grupo a qualquer momento usando um menu no jogo. Criaturas semelhantes a fadas, chamadas "Pixls", são obtidas e cada uma delas concede uma habilidade adicional, como Thoreau, que permite ao jogador pegar e arremessar objetos. Tippi, uma Pixl que acompanha o jogador desde o início, pode revelar dicas para derrotar inimigos e é usada para encontrar segredos no ambiente.
O mundo central é a cidade de Flipside, descrita como localizada "entre dimensões", e tem uma contraparte espelhada, Flopside, desbloqueada na segunda metade do jogo. A partir de Flipside e Flopside, o jogador pode viajar para mundos diferentes por meio de portas dimensionais. O acesso a cada mundo é inicialmente bloqueado; completar cada mundo e recuperar o Pure Heart abre o acesso ao próximo.

## Enredo
Super Paper Mario ocorre em um universo interdimensional onde Mario, Peach, Bowser e outros personagens da franquia enfrentam uma ameaça existencial provocada por um ser chamado Count Bleck. A história é dividida em capítulos, cada um ambientado em mundos únicos e interligados por Flipside, uma cidade central que serve como o ponto de partida para a jornada dos heróis.

### Personagens
Super Paper Mario contém vários personagens, a maioria dos quais não são jogáveis. Mario é novamente o protagonista, acompanhado por outros personagens jogáveis: a Princesa Peach, Bowser e Luigi, que se juntam ao grupo ao longo da jornada. Cada um deles possui habilidades específicas que são cruciais para a progressão no jogo. Diferente dos jogos anteriores, o jogador não luta ao lado de um parceiro, mas é acompanhado de aliados conhecidos como Pixls, que garantem habilidades para utilização em combate e atravessar níveis, podem ser invocados e utilizados. Tippi, uma Pixl com a habilidade de revelar segredos ocultos, é a principal aliada de Mario.
O principal antagonista é o Count Bleck, um ser misterioso que busca destruir o universo com o Chaos Heart e criar um mundo perfeito. Seus subordinados incluem Dimentio, um mágico traiçoeiro; Mimi, que assume diversas formas para enganar o grupo; e O'Chunks, um brutamontes leal. Luigi, após ser capturado, sofre lavagem cerebral e se torna o "Mr. L", um adversário controlado por Bleck.

### História
O jogo começa quando o Count Bleck rapta Bowser e a Princesa Peach, forçando-os a se casar. A união invoca o Chaos Heart, um artefato que Bleck utiliza para abrir o Void, uma fenda interdimensional que ameaça destruir o universo. Mario é salvo por Tippi, uma Pixl, e transportado para a cidade de Flipside, onde Merlon explica que Mario deve coletar os oito Pure Hearts para neutralizar o Chaos Heart.
Mario inicia sua jornada viajando por diversos mundos, enfrentando desafios e recuperando os Pure Hearts, enquanto aprende a alternar entre dimensões. Durante sua busca, ele reencontra Peach e Bowser, que se juntam a ele. Luigi, inicialmente sob controle de Bleck como o "Mr. L", eventualmente recupera suas memórias e também se une ao grupo. Bleck envia seus lacaios – Dimentio, Mimi e O'Chunks – para deter os heróis, mas eles continuam avançando. Apesar de seus esforços, o Void cresce o suficiente para destruir um dos mundos.
Ao longo da história, flashbacks revelam o passado trágico do Count Bleck e Tippi. Blumiere (Bleck) e Timpani (Tippi) eram amantes separados pelo pai de Blumiere, que amaldiçoou Timpani a vagar entre dimensões. Desolado, Blumiere assumiu o controle do Dark Prognosticus e decidiu acabar com o universo, enquanto Timpani foi resgatada por Merlon e transformada em um Pixl, perdendo suas memórias no processo.
Após reunir os Pure Hearts, os heróis confrontam Bleck em seu castelo. Durante o confronto, os subordinados de Bleck aparentemente são derrotados se sacrificando: O'Chunks é esmagado, Mimi cai em um poço e Dimentio aparentemente morre ao destruir Luigi. Mario e Tippi enfrentam Bleck sozinhos. Tippi revela sua verdadeira identidade, mas Bleck, relutante, não encerra seu plano até ser derrotado pelo poder dos Pure Hearts. Nesse momento, Dimentio reaparece, revelando suas próprias ambições. Ele transforma Luigi no hospedeiro do Chaos Heart, planejando destruir o universo para recriá-lo conforme sua visão.
Blumiere e Timpani se casam, usando o poder de seu amor para banir o Chaos Heart e reverter sua destruição. Enquanto os heróis retornam a Flipside, Blumiere e Timpani desaparecem, deixando para trás O'Chunks, Mimi e Nastasia, que prometem trabalhar juntos para criar o mundo perfeito que Blumiere desejava.

## Desenvolvimento e lançamento

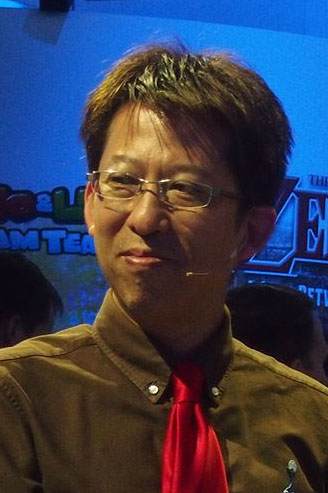
Super Paper Mario foi o primeiro jogo de Paper Mario produzido por Kensuke Tanabe

A Intelligent Systems desenvolveu os jogos anteriores da franquia Super Paper Mario. O diretor Ryota Kawade mudou o conceito tradicional dos jogos anteriores com a intenção de surpreender os fãs com um novo conceito. Ao criar conceitos de jogo, ele implementou a troca de dimensões; ele diferenciou o combate dos jogos anteriores para se adequar à ideia de troca de dimensões. A inspiração para essa mecânica surgiu enquanto Kawade voltava para casa e percebeu que o vagão do trem em que estava se parecia com um cenário de Mario. Isso o levou a idealizar a alternância entre gráficos 2D e 3D, expandindo uma ideia que havia sido usada em um minijogo de Paper Mario: The Thousand-Year Door, no qual os jogadores controlavam o Bowser gigante. Quando apresentado ao produtor Kensuke Tanabe, ambos concordaram que o jogo funcionaria melhor no estilo de um jogo eletrônico de ação e aventura, embora ele tenha pedido à equipe que mantivesse um enredo de RPG. Kawade achou difícil "criar uma relação harmônica entre os mundos 2D e 3D" e observou que o processo consistia em tentativa e erro. Ele disse que a criação de um nível "exigiu o esforço de criar dois níveis", pois o objetivo era adicionar segredos em 3D que não eram visíveis em 2D.
Em 11 de maio de 2006, Super Paper Mario foi anunciado para o GameCube por meio de um trailer na E3 de 2006, para ser lançado no quarto trimestre de 2006. A Nintendo optou por não ter um GameCube na feira para uma demonstração jogável. A GameSpot listou Super Paper Mario como finalista para a Escolha do Editor da E3. A Nintendo confirmou a data de lançamento em 9 de outubro de 2006, ainda em maio. Super Paper Mario estava programado para ser um dos últimos jogos originais para GameCube, mas o desenvolvimento foi transferido para o Wii em 2006. Foi lançado em 9 de abril de 2007 na América do Norte, tornando-se o primeiro jogo do Mario para Wii. Posteriormente foi lançado no Japão em 19 de abril, na Europa em 14 de setembro e na Austrália em 20 de setembro. Os controles foram mantidos semelhantes à versão para GameCube, e a implementação dos controles de movimento do Wii foi mínima.

## Recepção
Segundo o website agregador de críticas Metacritic, Super Paper Mario recebeu "análises favoráveis no geral", com uma nota de 85 de 100, baseado em 57 críticas; ele possui a sexta maior nota entre os jogos de Wii lançados em 2007.
A mecânica de mudar de dimensões recebeu críticas geralmente positivas. O Gamasutra descreveu o jogo como um "lançamento marcante para o Wii" e um "sucesso entre os críticos". A mecânica de mudar de dimensões, os quebra-cabeças, a criatividade e a escrita receberam elogios dos críticos, e a maioria das críticas negativas foi direcionada à incapacidade de agradar àqueles que procuram um RPG puro ou um jogo de plataforma. Sua história também recebeu elogios, embora algumas críticas tenham sido direcionadas à abundância de texto. Bryan Vore, crítico da Game Informer, apreciou a inclusão de mais elementos de plataforma e a mecânica de salto de dimensão, além de elogiar a escrita como "indiscutivelmente a melhor" em qualquer RPG do Mario. Os críticos da Famitsu elogiaram a mecânica de salto de dimensão, o equilíbrio e o esquema de controle.
Matt Casamassina, da IGN, considerou Super Paper Mario uma "compra obrigatória" e elogiou a mistura de estilos de plataforma e RPG, os controles e a escrita, mas criticou a quantidade "ridícula" de texto e a aparência "estéril" dos segmentos 3D. A GameTrailers também criticou a dependência do texto, mas elogiou a história e a jogabilidade "robusta" e "viciante". Bryn Williams, da GameSpy, elogiou a "história altamente bizarra e divertida", bem como o design e os controles dos níveis, mas disse que o jogo era muito fácil e não valia a pena jogar novamente. Brett Elston, crítico da GamesRadar+, elogiou os gráficos, o diálogo e os controles, mas disse que o jogo começou a "perder força perto do final".
Shane Bettenhausen, da Electronic Gaming Monthly, chamou Super Paper Mario de "jogo obrigatório para qualquer proprietário de Wii" e elogiou a criatividade, a jogabilidade, os quebra-cabeças e o roteiro, mas criticou os elementos de RPG "mal cozidos". John Walker, crítico da Eurogamer, também criticou a jogabilidade, chamando-a de "um pouco mais fraca" do que a maioria dos jogos de plataforma do Mario, mas elogiou a escrita como "consistentemente hilária e, no final, até mesmo impressionantemente tocante". Ricardo Torres, da GameSpot, disse que "não está no mesmo nível de alguns dos outros jogos da série", mas elogiou a jogabilidade, a escrita, a duração e as missões secundárias. Michael Cole, da Nintendo World Report, criticou alguns "quebra-cabeças tediosos que envolvem voltar em áreas já visitadas e vasculhar", mas elogiou a escrita, o visual e a jogabilidade e o chamou de "carta de amor peculiar e inesperada para os fãs da Nintendo". Vários críticos da RPGamer elogiaram a escrita e o diálogo cômico.

### Vendas
Na primeira semana de lançamento no Japão, 144 mil cópias foram vendidas, uma quantidade similar aos jogos anteriores de Paper Mario, sendo o jogo mais vendido da semana. Segundo o NPD Group, 352 mil cópias foram vendidas nos Estados Unidos em abril de 2007, sendo classificado em terceiro lugar de jogo de console mais vendido em abril de 2007, ficando atrás de Pokémon Diamond e Pokémon Pearl. Em março de 2008, a Nintendo registrou 2,28 milhões de cópias vendidas em todo o mundo, com 500 mil cópias vendidas no Japão e 1,78 milhão de cópias vendidas no exterior. Conforme a Kotaku, mais de 4,23 milhões de cópias foram vendidas mundialmente, fazendo-o o jogo mais vendido da franquia Paper Mario.

### Prêmios e reconhecimento
Super Paper Mario foi indicado para Melhor RPG e Melhor Jogo de Wii nos prêmios Melhores de 2007 da GameSpot e da IGN, ganhando o prêmio de Melhor RPG do IGN. O 1UP.com o indicou para Melhor Jogo de Aventura e Jogo do Ano. Recebeu seis indicações para prêmios da Nintendo Power, incluindo Jogo de Wii do Ano e Jogo do Ano, e ganhou o prêmio Escolha dos Leitores na categoria Melhor História/Escrita. Foi classificado como o segundo melhor jogo para Wii do ano na premiação Escolha dos Editores da RPGamer, e três dos nove editores da RPGFan o classificaram entre os cinco melhores RPGs do ano. CNET, IGN, Game Informer, GameSpot e GamesRadar+ o classificaram como um dos melhores jogos para Wii.
| Prêmio                           | Data da cerimônia      | Categoria          | Resultado | Ref.   |
| -------------------------------- | ---------------------- | ------------------ | --------- | ------ |
| 4.º British Academy Games Awards | 23 de outubro de 2007  | Inovação           | Indicado  | [ 60 ] |
| Spike Video Game Awards 2007     | 9 de dezembro de 2007  | Melhor Jogo de Wii | Indicado  | [ 61 ] |
| 12.º Prêmios Satellite           | 16 de dezembro de 2007 | Excelente RPG      | Venceu    | [ 62 ] |